# Дейстер, Виллем Корнелис
Виллем Корнелис Дейстер (нидерл. Willem Cornelisz Duyster, 30 августа 1599, Амстердам, Республика Соединённых провинций — 31 января 1635, Амстердам, Республика Соединённых провинций) — голландский живописец, получил известность изображениями бытовых сцен с эффектами светотени. По живописи близок школе утрехтских караваджистов.

## Биография
Документов о жизни художника сохранилось немного. Виллем Дейстер был крещён 30 августа 1599 года в Амстердаме в Старой церкви (Oude Kerk). Он был старшим из четырёх детей. Известны имена его родителей — отца Корнелиса Диркса (нидерл. Cornelis Dircksz) и матери норвежского происхождения Хендрики Иеронимус (нидерл. Hendrikje Jeronimus) (брак между ними был заключён в 1597 году). От первого брака с 1592 года у отца было двое детей.
В 1620 году семья с улицы Paternostersteeg переехала на улицу Koningstraat. Дом, в котором семья проживала, назывался «The Duystere Werelt» («Тусклый мир»). От этого дома Виллем Корнелис и получил своё прозвание «Duystere». Впервые он под этим прозванием упоминается 1 июля 1625 года в документе, посвящённом тяжбе между Виллемом Корнелисом Дейстером и его другом Питером Кодде.
В 1631 году Виллем Корнелис Дейстер женился на тридцатилетней Маргрите Кик (нидерл. Margrieta Kick), сестре живописца Симона Кика (нидерл. Simon Kick, 1603—1652), Симон Кик же был женат на сестре Дейстера. Его помолвка с Маргритой Кик состоялась 5 сентября этого года, в тот же день, что Симон Кик заключил свой брак с сестрой Виллема Корнелиса Дейстера Кристиной (нидерл. Christina или нидерл. Stijntje).
Виллем Корнелис Дейстер был сверстником, хорошим знакомым и, возможно, соучеником художника Питера Кодде в мастерской живописца Барента ван Сомерена (среди других учителей Виллема Корнелиса Дейстера предполагают художника Корнелиса ван дер Ворта (нидерл. Cornelis van der Voort, 1576—1624), или даже сверстника Питера Кодде). Известно, что летом 1625 года во время вечеринки, которую организовал Барент ван Сомерен (нидерл. Barend van Someren, 1572—1632), между Питером Кодде и Виллемом Дейстером произошла драка. Кодде запустил в приятеля оловянным кувшином, наполненным вином.
Виллем Дейстер скончался в 1635 году, заразившись во время эпидемии чумы. Он был похоронен 31 января на Южном кладбище (Zuiderkerk) Амстердама.

## Творчество
Дейстер сначала проявил себя как портретист, но затем обратился к бытовому жанру. В основном он изображал сцены праздников, дружеских вечеринок и эпизоды из жизни военных. Дейстер избегал изображения девиц лёгкого поведения, чем он отличается от своих современников. Женщина на его картинах обычно предстаёт заложницей или жертвой грабителей или солдат. Сюжетами его картин также часто становились азартные игры и музицирование.
В своих картинах Дейстер искусно передавал характеры персонажей, часто театрально преувеличивал жесты и мимику, славился умелым изображением полутьмы, игры света и текстуры тканей. Шедевром мастера считается картина «Офицеры в караульне» (или «Офицеры у камина», 1633, Эрмитаж, Санкт-Петербург, картина поступила в 1922 году из Музея Академии художеств, куда была передана в 1765 году из дворца в Ораниенбауме; другой вариант этой картины хранится в настоящее время в Филадельфии, США). Солдаты на картине греются у камина, огонь отсвечивает на их лицах, широкие поля чёрных шляп, которые они даже не думают снимать в помещении, прикрывают лица от зрителя. Игра света и тени придаёт бытовой сцене таинственность, создаётся впечатление, что офицеры замышляют какой-то заговор. Две его известные работы хранятся в Национальной галерее в Лондоне: «Soldiers fighting over Booty in a Barn» (1623—1624) и «Two Men playing Tric-trac, with a Woman scoring» (1625—1630).
Между работами Питера Кодде и Виллема Корнелиса Дейстера заметно сходство в композиции и в использовании светотеневой моделировки фигур и обстановки интерьера. «Дейстер обогатил жанровую живопись Амстердама, — писал Ю. И. Кузнецов, — световыми эффектами утрехтских караваджистов». В санкт-петербургском Эрмитаже имеется четыре картины Виллема Дейстера.
А. Н. Бенуа в своём знаменитом «Путеводителе по картинной галерее Императорского Эрмитажа» (1910) высказал мнение, что произведений этого художника в картинной галерее «чересчур много»: «Это большой техник и специалист по красивой серебристой светотени; но в изобилии его гладкие, точно на фарфоре писанные, до крайности однообразные и, вдобавок, страдающие большими погрешностями в перспективе и в пропорциях картины надоедают». Впрочем, для картины «Офицеры в караульне» Бенуа делает исключение, признавая её достоинства.
Художник подписывал свои работы «W. C. Duyster», «W.C.D.», «Duyster». Цены на художественных аукционах на картины, атрибутируемые художнику, колеблятся вокруг 25 000 евро.

## Галерея

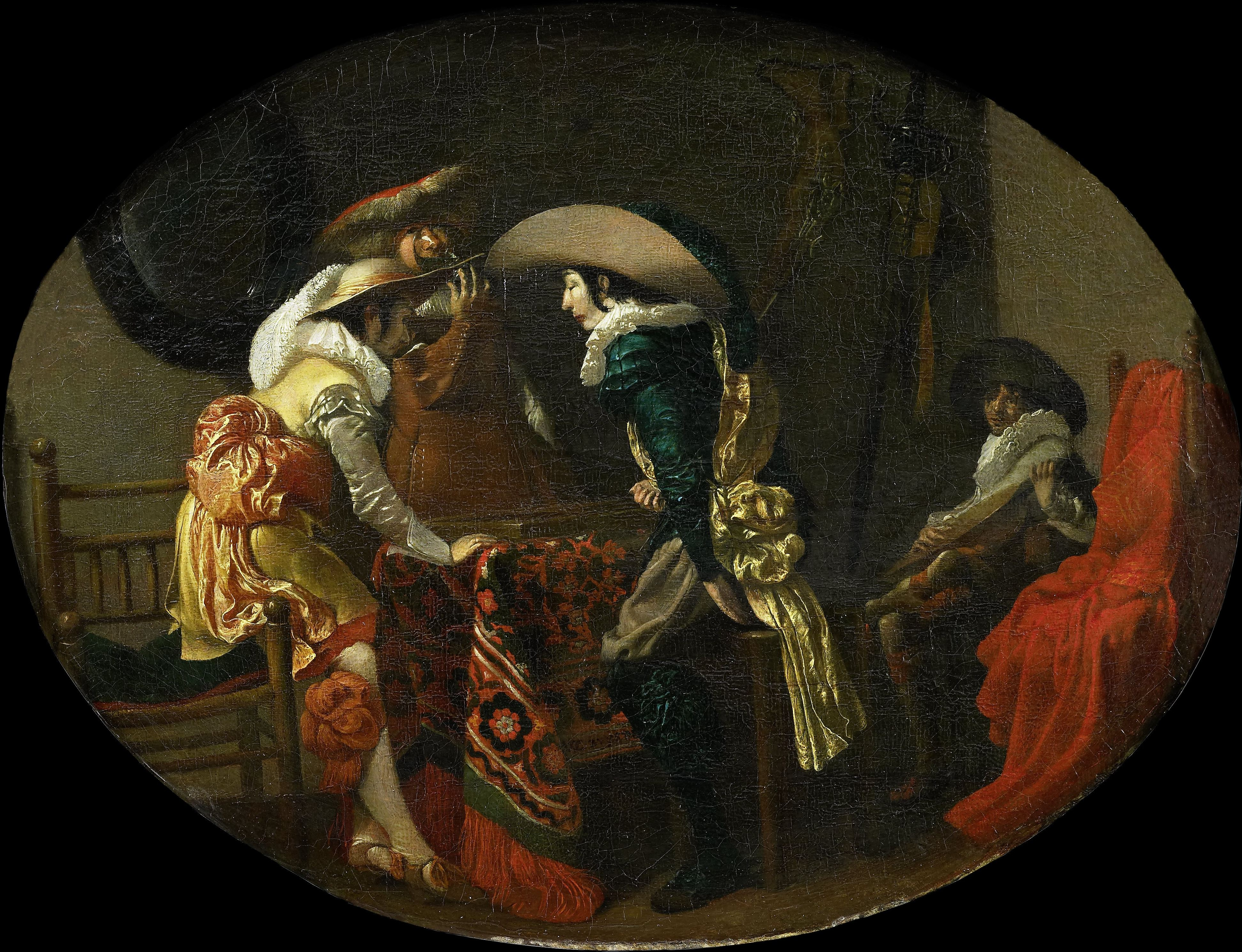
Игра в триктрак. Ок. 1625. Холст на дереве, масло. Лимбург-музей, Венло, Нидерланды
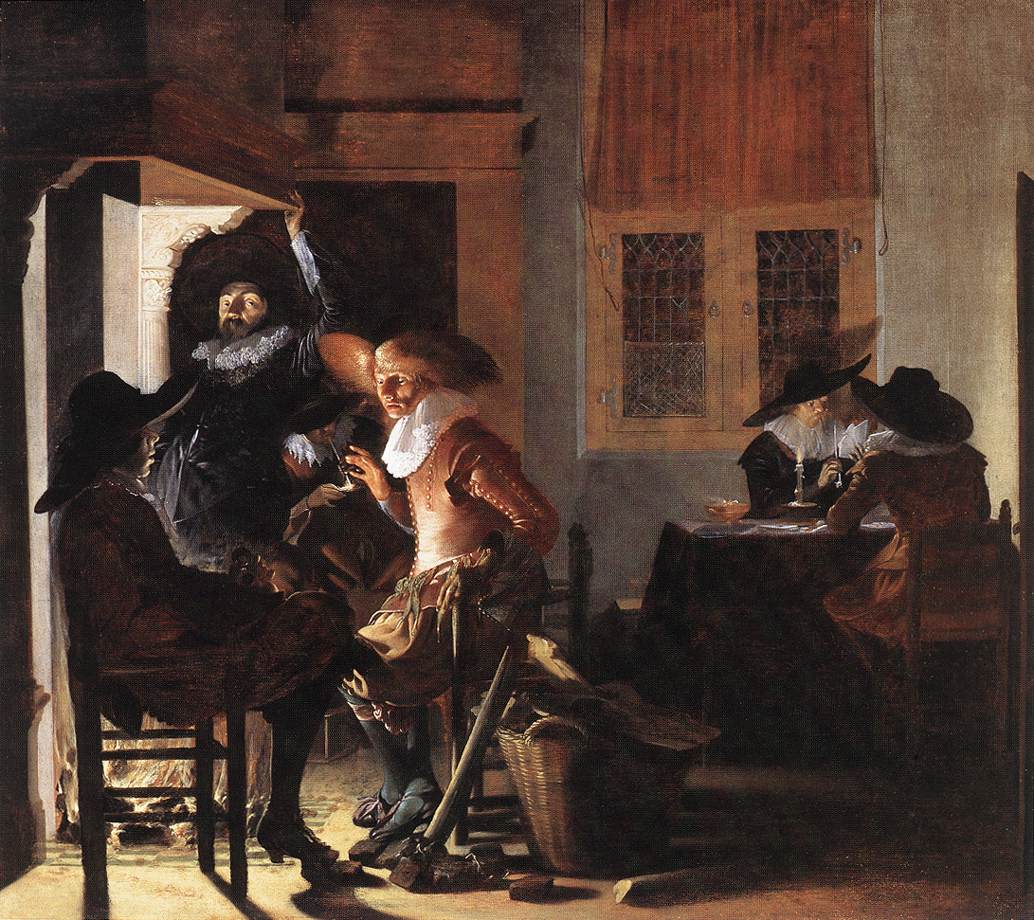
Офицеры в караульне. 1632. Дерево, масло. Художественный музей Филадельфии, США
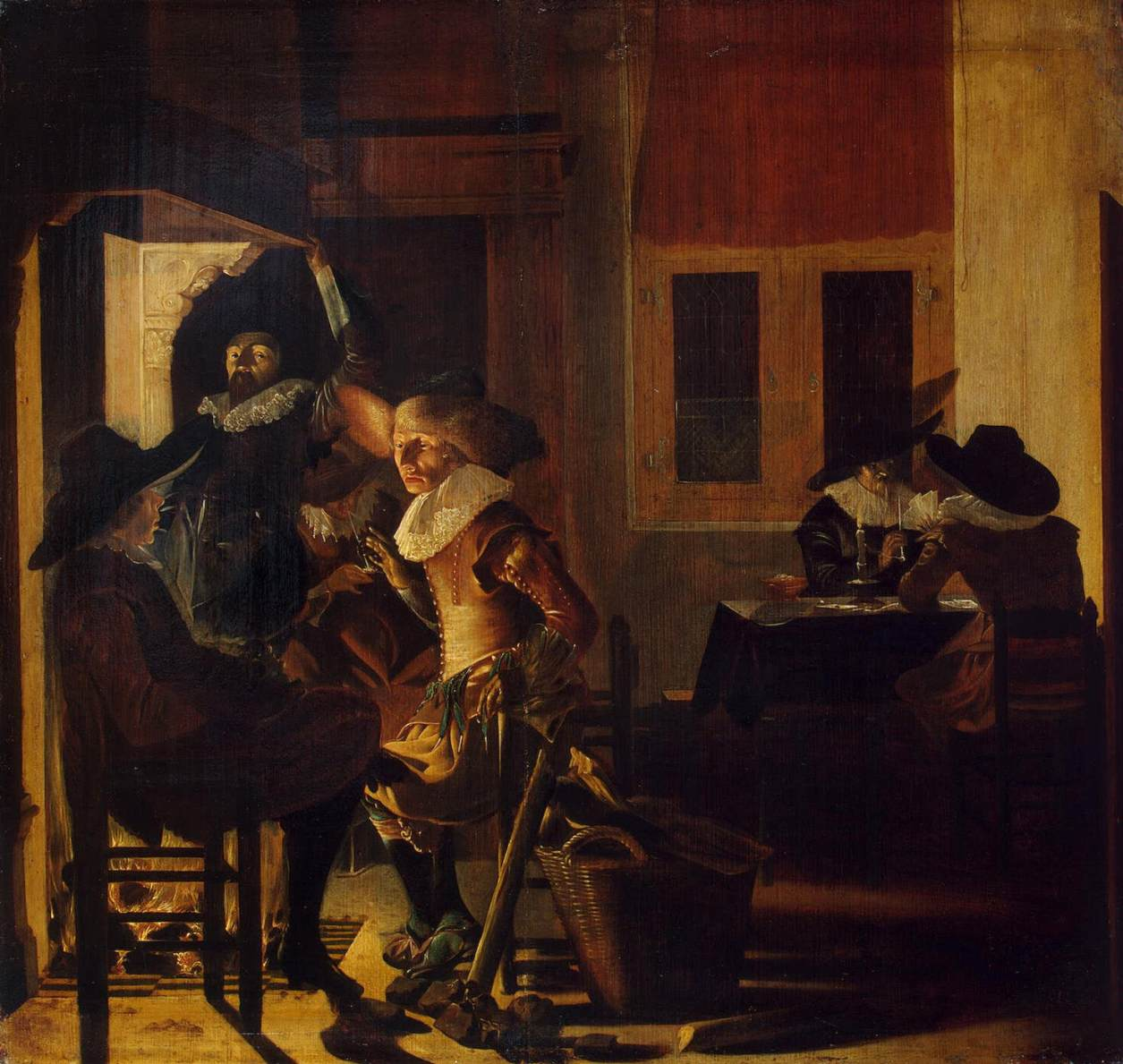
Офицеры в караульне. Ок. 1633. Дерево, масло. Государственный Эрмитаж, Санкт-Петербург
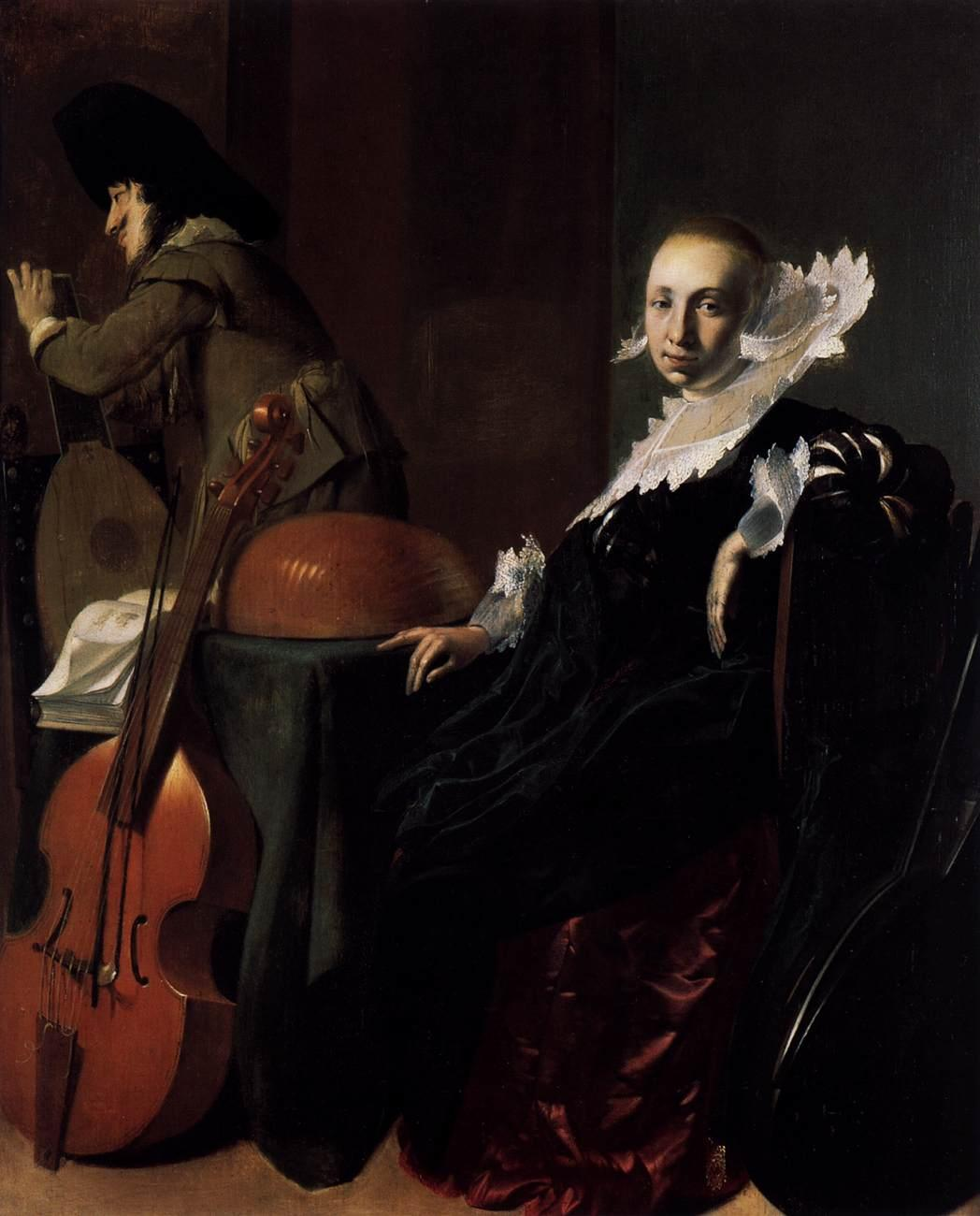
Музицирующая пара. Первая треть XVII века. Дерево, масло
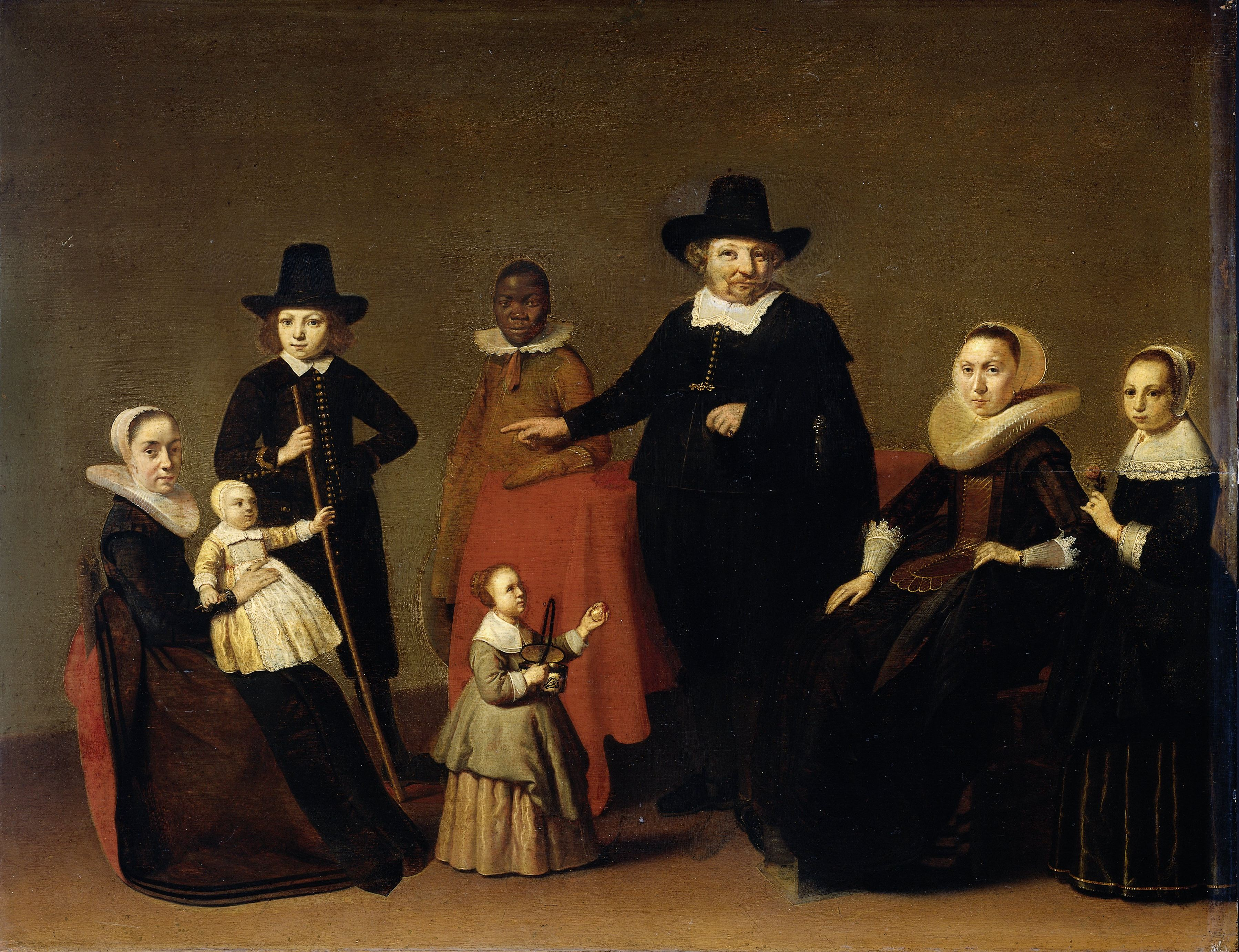
Семейная группа с чернокожим мужчиной. Между 1631 и 1633. Дерево, масло. Рейксмюсеум, Амстердам
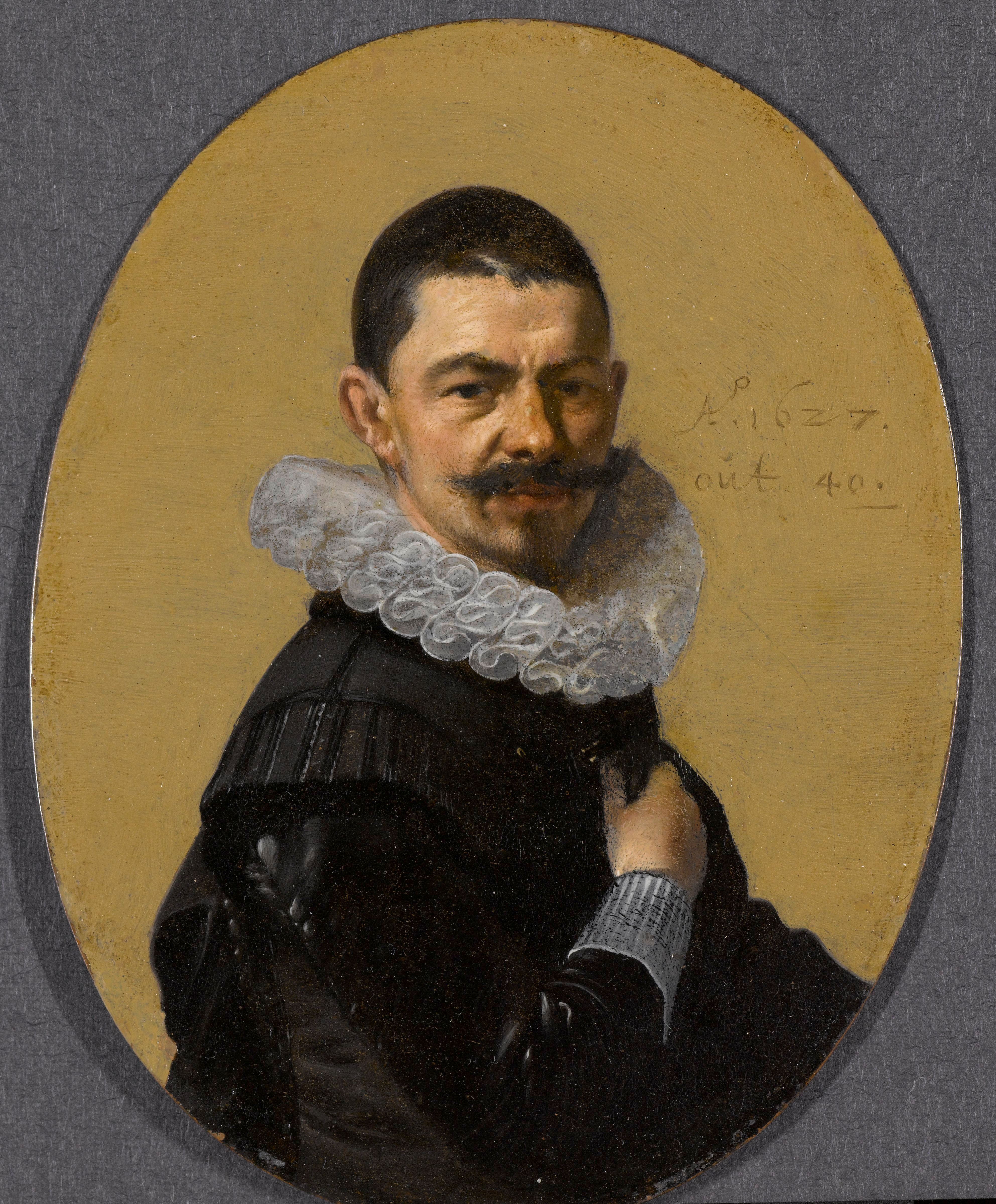
Мужской портрет. 1627. Медь, масло. Рейксмюсеум, Амстердам
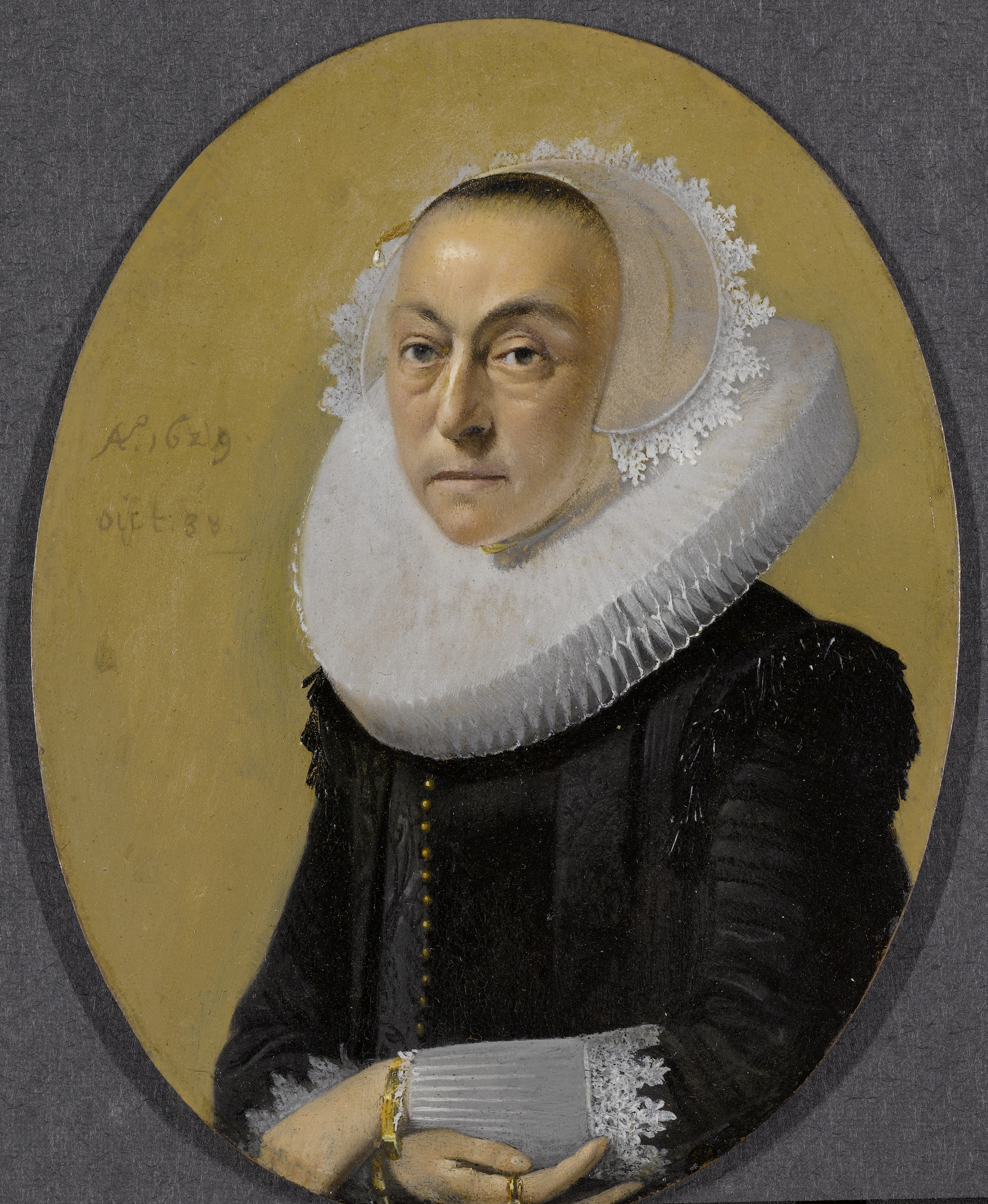
Женский портрет. 1629. Медь, масло. Рейксмюсеум, Амстердам
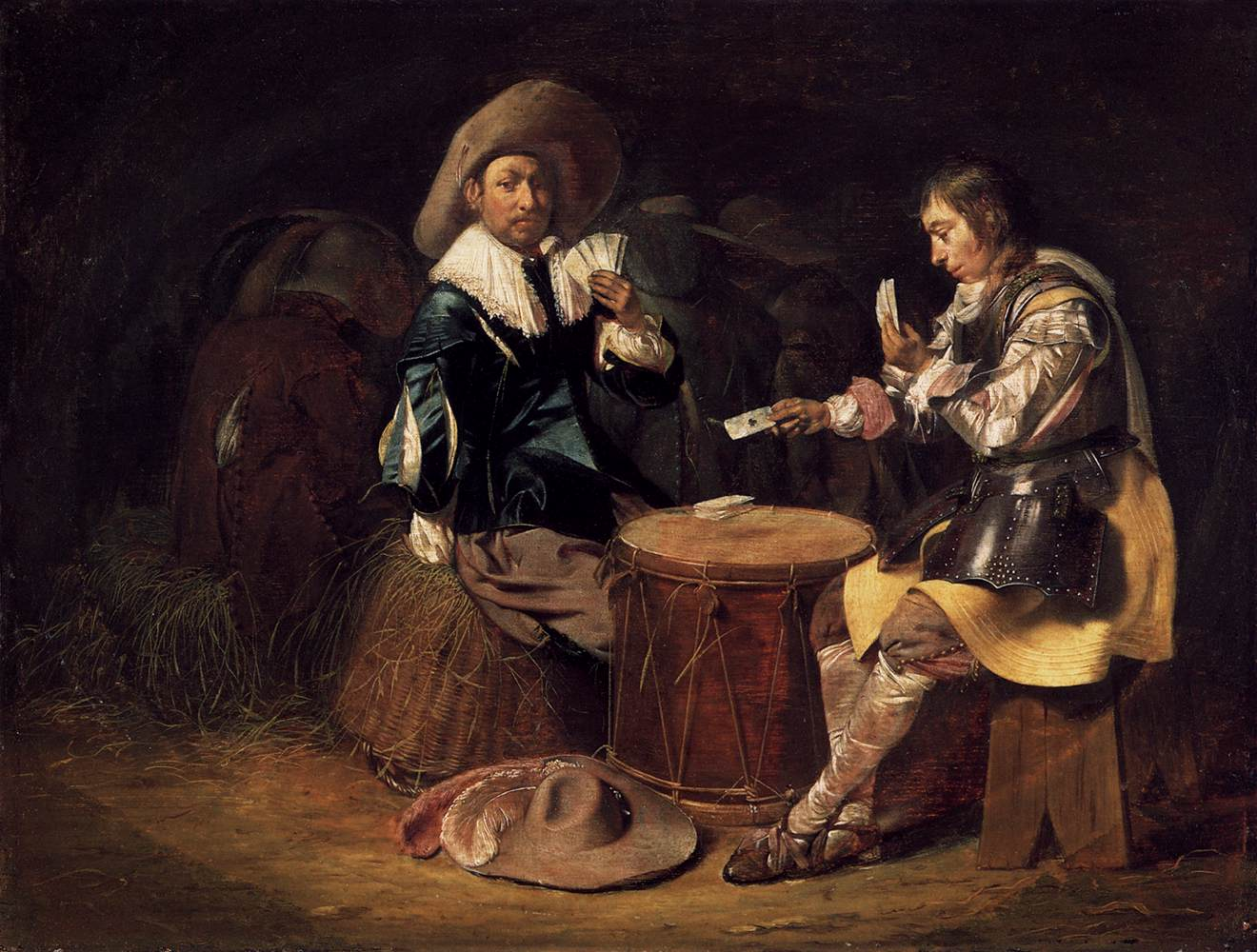
Солдаты, играющие в карты. Между 1625 и 1630. Дерево, масло. Картинная галерея. Новый замок, Шлайсхайм, Бавария